# Qingshuihe (köpinghuvudort i Kina, Qinghai Sheng, lat 33,80, long 97,14)
Qingshuihe (kinesiska: 清水河, 清水河镇) är en köpinghuvudort i Kina. Den ligger i provinsen Qinghai, i den nordvästra delen av landet, omkring 520 kilometer sydväst om provinshuvudstaden Xining. Antalet invånare är 7 883. Befolkningen består av 3 871 kvinnor och 4 012 män. Barn under 15 år utgör 28,0 %, vuxna 15-64 år 66 %, och äldre över 65 år 4,0 %.
Runt Qingshuihe är det mycket glesbefolkat, med 3 invånare per kvadratkilometer. Trakten runt Qingshuihe består i huvudsak av gräsmarker.
Genomsnittlig årsnederbörd är 645 millimeter. Den regnigaste månaden är juli, med i genomsnitt 149 mm nederbörd, och den torraste är november, med 5 mm nederbörd.